# Ismael Silva
Mílton de Oliveira Ismael Silva, plus connu sous le nom d'Ismael Silva, né le 14 septembre 1905 à Niterói et mort le 14 mars 1978 à Rio de Janeiro, est un compositeur et chanteur brésilien.

## Biographie
Ismael Silva naît le 14 septembre 1905 à Niterói. Cadet d'une fratrie de cinq enfants, il est orphelin de père à l'âge de trois ans, ce qui l'oblige à déménager avec sa mère de Praia de Jurujuba, à Niterói, vers la ville de Rio de Janeiro.
En 1928, il est l'un des fondateurs de la première école de samba, Deixa Falar.
À l'âge de 15 ans, il écrit la samba Já desisti, considérée comme sa première composition. En 1925, il fait enregistrer sa première samba : Me faz affectiones. Cette composition favorise son rapprochement avec Francisco Alves, connu sous le nom de Chico Viola ou Roi de la Voix. 
Aux côtés de Nílton Bastos et Francisco Alves, Ismael a formé le trio connu sous le nom de Bambas do Estácio et qui a donné naissance à ce qui est considéré comme l'une des plus belles sambas de l'histoire : se você jurar. Après la mort de Nilton, sa collaboration avec Noel Rosa débuta. Les dix-huit compositions du duo font d'Ismael Silva Poeta da Vila le partenaire le plus fréquent de Noel Rosa.
Il est considéré comme l'une des figures les plus importantes de l'histoire de la samba urbaine.
Ses compositions les plus connues sont: Me faz carinhos, Se você jurar, Antonico, Para me livrar do mal, Novo amor, Ao romper da aurora, Tristezas não pagam dívidas, Me diga o teu nome.
Ismael Silva meurt le 14 mars 1978 à Rio de Janeiro, à la suite d'une crise cardiaque.

## Discographie
- Me diga o teu nome/Me deixa sossegado • Odeon • 78 - 1931
- Samba raiado/Louca • Odeon • 78 - 1931
- Carinho eu tenho/Escola de malandro • Odeon • 78 - 1933
- Dá o fora/Comilão • Sinter • 78 - 1950
- O samba na voz do sambista • Sinter • LP - 1955
- Me diga teu nome/Nem é bom falar • Sinter • 78 - 1955
- Ismael canta... Ismael • Mocambo • LP - 1957
- O samba pede passagem • Polydor • LP - 1966
- Se você jurar • RCA Victor • LP - 1973
- Ismael Silva - Peçam bis - Jards Macalé e Dalva Torres • LP • CD - 1988
- A música brasileira deste século por seus autores e intérpretes - Ismael Silva • CD - 2000